# Артюхіна Олександра Василівна
Олександра Василівна Артюхіна (нар. 6 листопада 1889, місто Вишній Волочок Тверської губернії, тепер Тверської області, Російська Федерація — 7 квітня 1969, місто Москва, Російська Федерація) — радянська діячка, редактор журналу «Работница», завідувачка відділу робітниць і селянок ЦК ВКП(б), член ВЦВК і ЦВК СРСР. Кандидат у члени ЦК РКП(б) у 1924—1925 роках. Член ЦК ВКП(б) у 1925—1930 роках. Член Центральної контрольної комісії ВКП(б) та кандидат у члени Президії ЦКК ВКП(б) у 1930—1934 роках. Член Організаційного бюро та кандидат у члени Секретаріату ЦК ВКП(б) з 1 січня 1926 по 26 червня 1930 року. Герой Соціалістичної Праці (7.03.1960).

## Життєпис
Народилася в родині робітника-ткача. Закінчила початкову трирічну школу. З десяти років була ученицею кравчині. З дванадцяти років працювала за наймом, із сімнадцяти років — на ткацькій фабриці. У 1906 році переїхала в Санкт-Петербург, працювала на текстильних фабриках.
У 1906 році вступила до лав революціонерів, вела роботу в профспілках текстильників і металістів, брала участь в діяльності кас хворих у Санкт-Петербурзі.
У 1909—1910 роках — член правління Петербурзької Спілки текстильників і Центрального бюро профспілок Санкт-Петербурга. У 1910 році заарештована за революційну діяльність.
Член РСДРП(б) з 1910 року.
У 1912 році переїхала до Вишнього Волочка, була однією із активних учасниць відновлення місцевої групи РСДРП.
З 1913 року працювала на машинобудівному заводі «Айваз» у Санкт-Петербурзі, вибиралася членом правління Спілки металістів у Санкт-Петербурзі. На сторінках «Правди» з'являються її кореспонденції, підписані псевдонімом «Шура-металістка». Була активним організатором жіночого робітничого руху.
У березні 1914 року, напередодні Міжнародного жіночого дня, заарештована, відправлена в заслання. Після лютневої революції 1917 року амністована, повернулася із заслання до Вишнього Волочка.
У 1917—1919 роках — член Вишнєволоцького комітету РСДРП(б)(РКП(б)), комісар праці Вишнєволоцького повіту Тверської губернії.
З травня 1919 по осінь 1920 року — організатор жіночого руху, секретар, голова Сосницького повітового комітету КП(б) України Чернігівської губернії, член Сосницького повітового революційного комітету. Потім — на партійній роботі в місті Миколаєві УСРР.
До 1923 року — завідувачка жіночого відділу Тверського губернського комітету РКП(б).
У 1923—1924 роках — голова фабрично-заводського комітету текстильної фабрики «Пролетарка» в Твері.
У 1924 — 27 січня 1926 року — заступниця завідувачки відділу робітниць і селянок ЦК РКП(б).
Одночасно, в 1924—1931 роках — редактор журналу «Работница».
27 січня 1926 — січень 1930 року — завідувачка відділу робітниць і селянок ЦК ВКП(б).
У 1931—1932 роках — голова Івановської Промислової обласної контрольної комісії ВКП(б) — робітничо-селянської інспекції.
У 1932—1934 роках — у Народному комісаріаті робітничо-селянської інспекції СРСР.
У 1934—1938 роках — голова ЦК Профспілки робітників бавовняної промисловості Московської, Ленінградської областей і нових районів.
У 1938—1951 роках — директор бавовнопрядильної фабрики № 14 міста Москви, директор текстильної фабрики міста Москви.
З 1951 року — персональна пенсіонерка союзного значення в Москві.
Померла 7 квітня 1969 року в Москві. Похована на Новодівочому цвинтарі Москви

## Нагороди
- Герой Соціалістичної Праці (7.03.1960)
- три ордени Леніна (7.03.1933; 28.11.1959; 7.03.1960)
- два ордени «Знак Пошани» (22.01.1944; 6.12.1957)
- медаль «За трудову доблесть» (14.03.1964)
- медалі